# Adam Gunn
Adam Beattie Gunn (Golspie, Escòcia, 24 de desembre de 1872 – Greenock, 17 d'agost de 1935) va ser un atleta, escocès de naixement i estatunidenc d'adopció que va competir a principis del segle xx. El 1904 va prendre part en els Jocs Olímpics de Saint Louis, on guanyà la medalla de plata la primera decatló olímpica, en quedar per darrere Tom Kiely.